# النحاسين (الشرقية)
قرية النحاسين هي إحدى القرى التابعة لمركز فاقوس في محافظة الشرقية في جمهورية مصر العربية. حسب إحصاءات سنة 2006، بلغ إجمالي السكان في النحاسين 10210 نسمة، منهم 5274 رجل و4936 امرأة.